# Acacia startii
Acacia startii é uma espécie de leguminosa do gênero Acacia, pertencente à família Fabaceae.